# Jacques Carlu
Jacques Carlu (Bonnières-sur-Seine, 7 aprile 1890 – Parigi, 3 dicembre 1976) è stato un architetto francese.
Vinse il Prix de Rome nel 1919.

## Biografia
Nel 1919 vinse il Prix de Rome per l'architettura; il soggetto era "il Palazzo della Società delle Nazioni, a Ginevra". Ricevette il "primo gran premio di Roma" con Jean-Jacques Haffner.
Collaborò con Robert Mallet-Stevens su diversi progetti, garantendo così una conoscenza di Mallet-Stevens il quale non volle lasciare alcuna documentazione. É archiviato un progetto del musée de la République.

## Opere principali
- Il Palais de Chaillot a Parigi (1936-1938) con Louis-Hippolyte Boileau e Léon Azéma, il cui stile monumentale e ufficiale suscitò l'opposizione dei sostenitori dell'architettura d'avanguardia. L'edificio utilizza le due ali curve del vecchio Trocadéro che sono separate da una terrazza centrale e che incorniciano i giardini e una vasca centrale.
- Il Carlu a Toronto.
- Il ristorante Eaton Le 9e, a Montréal (1930-1931).
- Il Palazzo della NATO (1959) a Porte Dauphine (Parigi, XVI arrondissement) che è diventato l' Università di Parigi-Dauphine.
- Il Teatro Nazionale di Bretagna (TNB), costruito a Rennes nel 1968.
- La residence Murat a Parigi, costruita nel 1956.
- Il Lycée de Libourne (Lycée Max-Linder) nel 1957-1960.
- Il liceo Jean-Jaurès a Montreuil, inaugurato nel 1964[3].

Fu membro dell'Académie des beaux-arts.

## Famiglia
Nel 1913 sposò Anne (o Natacha) nata Pecker (1895-1972), che era pittrice e decoratrice. Non ebbero figli.
Lui e suo fratello (Georges Léon) Jean (1900-1997) riposano insieme nel cimitero di Passy.